# Bloedbad van Changjiao
Het Bloedbad van Changjiao was een massamoord gericht tegen de Chinese bevolking tussen 9 mei 1943 en 12 mei 1943. Het Japans expeditieleger in China was verantwoordelijk voor deze oorlogsmisdaden in Changjiao, Hunan, waarbij meer dan dertigduizend burgers om het leven kwamen en duizenden vrouwen werden verkracht.
Ardeatijnse-grotten · Babi Jar · Bleiburg · Bronnaja Gora · Butrimonys · Canicattì · Changjiao · Chatyn · Distomo · Glitiškės · Kamjanets-Podilsky · Katyn · Ležáky · Lidice · Maillé · Malmedy · Nanjing · Oradour-sur-Glane · Paneriai · Sochy · Trhová Kamenice · Tulle · Vinkt · Wereth